# Um Drayga
Um Drayga (arabiska: أم ادريكة; spanska: Um Dreiga; franska: Oum Dreyga) är en ort i den av Marocko kontrollerade delen av det omstridda området Västsahara.
Enligt Marockos administrativa indelning tillhör orten en landskommun med samma namn i provinsen Wadi al-Dhahab. Denna kommun hade 3 146 invånare enligt Marockos folkräkning 2014.